# Боэтюо, Пьер
Пьер Боэтюо (фр. Pierre Boaistuau), известный также как Пьер Лоне (фр. Pierre Launay; около 1517, Нант — 1566, Париж) — французский писатель, в настоящее время более всего известный как первый публикатор «Гептамерона» Маргариты Наваррской.
Изучал право в университетах Пуатье, Валанса и Авиньона, в том числе под руководством Жана де Кора и Эмилио Ферретти. Около 1550 г. служил секретарём у французского дипломата Жан-Жака де Камбре, сопровождая его в поездках в Италию и Германию.
Дебютировал как писатель в 1556 году трактатом «История Хелидония Тигурина об учреждении христианских князей и происхождении королевств» (фр. L’Histoire de Chelidonius Tigurinus sur l’institution des Princes Chrestiens et origine des Royaumes), приписанным латинскому автору (имя которого намекает на известного религиозного поэта предыдущей эпохи Бенедикта Хелидония) и обосновывавшим преимущества монархии как государственного устройства; при переизданиях к этому трактату были добавлены два других, «Война и мир» (фр. Paix et guerre) и «Преимущество брака» (фр. Excellence du mariage).
Славу Боэтюо принесли две книги 1558 года. Одна из них — первое издание новелл Маргариты Наваррской под названием «Истории счастливых любовников» (фр. Histoires des amans fortunez); привычное название «Гептамерон» эта книга получила в следующем издании, подготовленном Клодом Грюже. Другая — трактат «Театр мироздания, где представлена пространная речь о бедствиях человеческих» (фр. Le théâtre du monde; où il est faict un ample discours des misères humaines), подробно перечисляющий разнообразные невзгоды (войны, эпидемии, голод и т. п.), переживаемые человечеством. Годом позже вышла «Краткая речь о превосходительности и достоинстве человека» (фр. Bref discours de l’excellence et dignité de l’homme), в дальнейшем печатавшаяся как приложение к «Театру мироздания».
В 1559 году Боэтюо выпустил «Трагические истории» (фр. Histoires tragiques) — сборник из шести новелл, переведённых из Маттео Банделло. Третья из них представляла собой историю Ромео и Джульетты и стала одним из промежуточных звеньев на пути этого сюжета к одноимённой трагедии Уильяма Шекспира. Далее дело перевода Банделло на французский язык подхватил у Боэтюо Франсуа де Бельфоре, напечатавший под тем же названием ещё семь томов.
Наконец, в 1560 году последовал том «Чудесные истории» (фр. Histoires prodigieuses) — «книга, о которой можно сказать, что она создала жанр. Она сразу же имела шумный успех, о чём свидетельствует как количество её переизданий, так и продолжения, с помощью которых её неустанно стремились удлинить вплоть до конца XVI века. Она была переведена на английский и голландский, а в самой Франции переписывалась, перелагалась и широко цитировалась». Рассказы этой книги были посвящены разнообразным пугающим и катастрофическим явлениям, действительным или фантастическим, от землетрясений и комет до морских чудовищ. С «Чудесными историями» Боэтюо отправился в Англию и самолично преподнёс иллюстрированную копию королеве Елизавете.
Посмертно в 1572 году вышла ещё одна книга Боэтюо, «История преследований христианской и католической церкви» (фр. Histoire des persecutions de l’Eglise chrestienne et catholique).